# 危険なメソッド
『危険なメソッド』（きけんなメソッド、A Dangerous Method）は、デヴィッド・クローネンバーグ監督、マイケル・ファスベンダー、ヴィゴ・モーテンセン、キーラ・ナイトレイ出演による歴史映画。

## 概要
第一次世界大戦前夜、精神科医カール・グスタフ・ユングとジークムント・フロイト、そしてザビーナ・シュピールラインの3人のドラマを描く。心の奥底に眠る感情をあぶり出す“言語連想テスト"やユングとフロイトが意見交換する“夢分析"シーンなど知的好奇心を刺激するエピソードも数多く描かれている。
1993年のノンフィクション本『A Most Dangerous Method』の舞台版である『The Talking Cure』（2002年）を原作としており、その脚本家でもあるクリストファー・ハンプトン自らが脚色した。
クローネンバーグとヴィゴ・モーテンセンコラボレーションは『ヒストリー・オブ・バイオレンス』、『イースタン・プロミス』に続いて3度目である。また、クローネンバーグとプロデューサーのジェレミー・トーマスのコラボは『裸のランチ』、『クラッシュ』以来である。

## ストーリー
1904年。ロシア系ユダヤ人女性ザビーナが、チューリッヒにある精神病院ブルクヘルツリ（チューリッヒ大学付属病院）へ重度のヒステリー患者として運び込まれた。29歳のドイツ人ユングはこの病院で精神科医として働いていた。精神分析学の大家であるユダヤ人フロイトが提唱する“談話療法”に刺激を受けた彼は、受け持ち患者であるザビーナにその斬新な治療法を実践する。ザビーナは自分自身も精神分析医になりたいと思っている。間もなくユングは、ザビーナの幼少期の記憶を辿り、彼女が抱える性的トラウマの原因を突き止めることに成功する。ザビーナはその自らの性的トラウマを治療者であるユングに転移し、ユングを誘惑する。ユングはその誘惑つまり転移を受け入れてしまう。医師と患者の一線を越えてしまった2人は、秘密の情事を重ねるようになり、ザビーナをめぐるユングの葛藤はフロイトとの友情にも亀裂を生じさせてゆく。ユングは貞淑な妻よりも遥かに魅惑的なザビーナとの“危険なメソッド”に囚われ、欲望と罪悪感の狭間で激しく揺れ動く。
同時に、ユングは心の中に葛藤を持っていた。フロイトとの会話の中でユングは「丸太を引きずる馬の目の前に立ちはだかる小屋」や「老人」の夢を語る。フロイトは「ユングは抑えがたい性的衝動を持っており、目の前に障害を感じていること」「その障害はフロイトであるかも知れない」という夢判断をユングに語る。ユングはフロイトやフロイトの家族に対し配慮に欠ける行為をしたり、超常現象を受け入れないフロイトに激高したりするが、フロイトは基本的にユングに寛大であった。フロイトはザビーナから「ユングとの関係」についての相談の手紙を受け取るが、ユングはザビーナとの関係を否定し、フロイトはユングを信じ、ザビーナの手紙の内容を虚偽として扱う。
ザビーナとユングとの関係が公になりふたりは離れ、ザビーナはフロイトに師事する。ザビーナはロシア人と結婚、妊娠し、生活は安定する。ユングの妻は精神が不安定なユングに会ってほしいとザビーナを招待する。ザビーナがユングと話すと、ユングは現在も患者を愛人にしていると言う。ザビーナはその愛人は「私に似ているか？」と訊く。ユングは「似ていない」と答える。しかし、愛人は「精神分析医を目指しているユダヤ人女性」だという。それを聞いたザビーナは帰途の車中で涙を流す。ユングとザビーナの関係は愛だったのか、転移・逆転移だったのか？

## キャスト
- カール・グスタフ・ユング - マイケル・ファスベンダー
- ジークムント・フロイト - ヴィゴ・モーテンセン
- ザビーナ・シュピールライン - キーラ・ナイトレイ
- オットー・グロース（英語版） - ヴァンサン・カッセル
- エマ・ユング（英語版） - サラ・ガドン

## 製作
イギリスのレコーデッド・ピクチャーズ・カンパニー、ドイツのレゴ・フィルム、カナダのプロスペロ・フィルムが共同で製作した。追加資金はドイツ連邦映画委員会や映画ファンドなどから出された。ジークムント・フロイト役にはクリストフ・ヴァルツがキャスティングされていたが、スケジュールの都合のためにヴィゴ・モーテンセンに替わった。撮影は2010年5月26日から7月24日まで行われた。

## 公開
ドイツ語圏ではユニバーサル・ピクチャーズ、イギリスではライオンズゲートが配給する。また、アメリカ合衆国ではソニー・ピクチャーズ クラシックスが配給する予定である。ワールド・プレミアは第68回ヴェネツィア国際映画祭で行われ、さらに第36回トロント国際映画祭でも上映された。

## 評価
レビュー・アグリゲーターのRotten Tomatoesでは192件のレビューで支持率は78%、平均点は6.90/10となった。Metacriticでは41件のレビューを基に加重平均値が76/100となった。

### 受賞とノミネート
| 映画祭・賞                   | 部門           | 候補                         | 結果       |
| ---------------------------- | -------------- | ---------------------------- | ---------- |
| ヴェネツィア国際映画祭       | 金獅子賞       | デヴィッド・クローネンバーグ | ノミネート |
| ゴールデングローブ賞         | 助演男優賞     | ヴィゴ・モーテンセン         | ノミネート |
| サテライト賞                 | 映画助演男優賞 | ヴィゴ・モーテンセン         | ノミネート |
| サターン賞                   | 主演女優賞     | キーラ・ナイトレイ           | ノミネート |
| ロサンゼルス映画批評家協会賞 | 主演男優賞     | マイケル・ファスベンダー     | 受賞       |
| ロンドン映画批評家協会賞     | 英国男優賞     | マイケル・ファスベンダー     | 受賞       |